# Патрік О'Коннелл
Патрік Джозеф О'Коннелл (англ. Patrick Joseph O'Connell; 8 березня 1887, Вестмит — 27 лютого 1959, Лондон) — ірландський футболіст, який виступав на позиції хавбека, згодом — футбольний тренер.
Як гравець найбільш відомий виступами за англійські клуби «Шеффілд Венсдей», «Галл Сіті» і «Манчестер Юнайтед», а також за збірну Ірландії, в складі якої виграв домашній чемпіонат Великої Британії 1914 року.
Як тренер відомий по роботі в чемпіонаті Іспанії, де тренував ряд клубів, у тому числі «Реал Бетіс» (з яким виграв Ла Лігу в сезоні 1934/35), «Расінг Сантандер», «Реал Ов'єдо», «Барселону» і «Севілью».
В Іспанії отримав прізвисько Дон Патрісіо. Також його називають «рятівником „Барселони“», оскільки він допоміг клубу вийти з важкої фінансової ситуації.

## Клубна кар'єра

### Початок кар'єри
Патрік народився в графстві Вестміт, потім його сім'я переїхала в Дублін. На аматорському рівні О'Коннелл грав у футбол за ряд дублінських команд, включаючи «Франкфорт» і «Стренвілл Роверз», а в серпні 1908 року перейшов у «Белфаст Селтік», з яким підписав свій перший професійний контракт. У сезоні 1908/09 він забив за команду 5 голів у лізі і ще 4 — в Кубку Белфаста. 3 з 4 м'ячів у Кубку він забив у ворота «Лінфілда» 31 жовтня 1908 року, коли «Селтік» розгромив суперника з рахунком 4:1 на «Віндзор Парк».

### «Шеффілд Венсдей»
Навесні 1909 року Патрік, разом з Пітером Ворреном, перейшли з ірландського «Селтіка» в англійський «Шеффілд Венсдей». Англійський клуб придбав їх двох за £50. О'Коннелл дебютував за «Венсдей» в Першому дивізіоні в матчі останнього туру сезону 1908/09 проти «Бері». У наступні сезони він нечасто потрапляв до основного складу через сильну конкуренцію з боку таких гравців як Інгліш Макконнелл, Джиммі Спурс і Боб Макскіммінг. Тому за три роки, проведені в клубі, він зіграв лише в 21 офіційному матчі (18 в лізі і 3 в Кубку Англії). Під час виступу за «Венсдей» Патрік двічі зіграв за збірну Ірландії.

### «Галл Сіті»
В березні 1912 року О'Коннелл перейшов у «Галл Сіті», що виступав у Другому дивізіоні. Провів у клубі два сезони, зігравши в 58 матчах чемпіонату. Також за ці два сезони він зіграв 3 матчі за збірну Ірландії.

### «Манчестер Юнайтед»
Яскраві виступи Патріка за збірну Ірландії на домашньому чемпіонаті Британії привернули до нього увагу «Манчестер Юнайтед», в який він перейшов у травні 1914 року за £1000. У сезоні 1914/15 Патрік був капітаном «Манчестер Юнайтед», зігравши 34 матчі і забив 2 голи в Першому дивізіоні, а також один матч у Кубку Англії. Його дебют за «Юнайтед» відбувся 2 вересня 1914 року в матчі проти «Олдем Атлетік»: у цьому матчі він забив гол, але його команда програла з рахунком 1:3. Свій другий гол О'Коннелл забив 10 квітня 1915 року в грі проти «Мідлсбро». Свій останній офіційний матч за «Манчестер Юнайтед» він зіграв 26 квітня 1915 року, коли «Юнайтед» обіграв «Астон Віллу».
У сезоні 1914/15 «Манчестер Юнайтед» зайняв 18-е місце в Першому дивізіоні, ледь уникнувши вильоту. Тоді ж вибухнув відомий скандал з договірним матчем. 2 квітня 1915 року «Манчестер Юнайтед», якому потрібні були очки для збереження місця у вищій лізі, вдома обіграв «Ліверпуль» з рахунком 2:0. Згодом з'ясувалося, що матч був договірним. Ряд гравців «Манчестер Юнайтед» і «Ліверпуля» напередодні гри зустрілися в пабі і домовилися про те, що матч повинен закінчитися перемогою «Юнайтед» з рахунком 2:0 — футболісти, що брали участь у змові, зробили грошові ставки, букмекерський коефіцієнт на цей рахунок у матчі становив 8 до 1. У матчі, коли рахунок був уже 2:0 на користь «Юнайтед» (два голи забив Джордж Андерсон), у ворота «Ліверпуля» був призначений одинадцятиметровий удар; Патрік О'Коннелл пробив мимо воріт. Невідомо, чи зробив він це навмисно, знаючи про змову, чи ні.
За однією з версій, договірний матч відбувся не для того, щоб «Юнайтед» уникнув вильоту з вищого дивізіону — вже почалася Перша світова війна, і гравці знали, що найближчим часом ніяких футбольних змагань проводитися не буде — мотивацією гравців було лише прагнення заробити грошей перед періодом вимушеного безробіття у воєнні роки.
Після матчу з'ясувалося, що великі суми грошей були поставлені на перемогу «Манчестер Юнайтед» з рахунком 2:0. Футбольна асоціація Англії провела розслідування і виявила, що матч був договірним. О'Коннелл зміг уникнути покарання, але трьом його одноклубникам пощастило менше: Сенді Тернбулл, Артур Воллі і Інок Вест, а також четверо гравців «Ліверпуля» були довічно дискваліфіковані від футболу.
Через війну офіційні змагання в Англії (Футбольна ліга і Кубок Англії) були скасовані, тому формально будучи гравцем «Манчестер Юнайтед», О'Коннелл виступав у воєнний період як гість за ряд інших команд — «Рочдейл», «Клептон Орієнт» та «Честерфілд».

### «Дамбартон»
У серпні 1919 року О'Коннелл перейшов у шотландський «Дамбартон». Його дебют за новий клуб у Футбольній лізі Шотландії відбувся 16 серпня 1919 року, в якому він зіграв на позиції правого хавбека в матчі проти «Ейр Юнайтед»; гра завершилася внічию з рахунком 1:1. У перших трьох матчах за клуб він грав правого хавбека, але потім став грати на більш звичній для себе позиції центрального хавбека (крім одного матчу проти «Гамільтон Академікал» 27 вересня, де він теж зіграв правого хавбека). Свій останній матч за «Дамбартон» він провів 24 квітня — це була гра проти «Абердіна».

### «Ашингтон»
Завершив свою ігрову кар'єру О'Коннелл в англійському «Ашингтоні». Клуб виступав у Північно-східній лізі Англії і сезон 1920/21 завершив на 9-му місці з 12 можливих. У наступному сезоні О'Коннеллу запропонували тренерський пост, він погодився, ставши граючим тренером. У сезоні 1921/22 «Ашингтон» виступав уже в Третьому північному дивізіоні Футбольної ліги, що було серйозним підвищенням в статусі. У цьому ж сезоні був модернізований стадіон клубу, його місткість зросла до 20 000 місць. О'Коннелл сам зіграв у першому матчі «Ашингтона» у Футбольній лізі, в якому «шахтарі» виграли у «Грімсбі Таун» з рахунком 1:0. Останнім матчем Патріка за клуб стала домашня гра проти «Саутпорта», яка закінчилася з рахунком 2:2. «Ашингтон» завершив сезон на 10-му місці.
В січні 1921 року, ще виступаючи за «Ашингтон», О'Коннелл зіграв матч як представник Північно-східної ліги проти збірної Центральної ліги.

## Кар'єра в збірній
З 1912 по 1919 роки О'Коннелл зіграв 6 матчів за збірну Ірландії. Його дебют за збірну відбувся 10 лютого 1912 року в матчі проти збірної Англії. 16 березня 1912 він зіграв проти збірної Шотландії на «Віндзор Парк».
У 1914 році у складі збірної Ірландії Патрік виграв домашній чемпіонат Великої Британії. Після перемоги над Уельсом 19 січня, Ірландія обіграла англійців 14 лютого. 14 березня ірландці зустрілися з шотландцями: О'Коннелл, який вийшов на поле з капітанською пов'язкою, отримав перелом лівої руки в першому таймі, але після того, як йому перебинтували руку, продовжив гру, оскільки ірландці вже позбулися свого воротаря через травму і грали вдесятьох. Героїчні зусилля команди дозволили їй зіграти внічию 1:1 і виграти титул.
Свій останній матч за збірну Патрік провів у 1919 році: це була гра проти Шотландії.

### Матчі за збірну
| № | Дата            | Суперник  | Рахунок | Турнір                              |
| 1 | 10 лютого 1912  | Англія    | 1:6     | Домашній чемпіонат Великої Британії |
| 2 | 16 березня 1912 | Шотландія | 1:4     | Домашній чемпіонат Великої Британії |
| 3 | 19 січня 1914   | Уельс     | 2:1     | Домашній чемпіонат Великої Британії |
| 4 | 14 лютого 1914  | Англія    | 3:0     | Домашній чемпіонат Великої Британії |
| 5 | 14 березня 1914 | Шотландія | 1:1     | Домашній чемпіонат Великої Британії |
| 6 | 22 березня 1919 | Шотландія | 1:2     | Товариський матч                    |

## Тренерська кар'єра

### «Расінг» Сантандер
У 1922 році Патрік залишив свою сім'ю і дружину і, нікого не попереджаючи, поїхав в Іспанію — родичі дізналися про нього лише коли отримали грошовий переказ з Іспанії від його імені. О'Коннелл змінив на посту головного тренера «Расінга» з Сантандера англійця Фредеріка Пентланда, який перейшов в «Атлетік Більбао».
За сім років, проведених на посаді головного тренера «Расінга», О'Коннелл повністю перебудував гру команди, особливо акцентуючи увагу на діях в обороні і на підключеннях захисників до атаки. Після прийняття нового правила про офсайд в 1926 році О'Коннелл окремо тренував скоординовані дії захисників для створення офсайду форвардам суперника.
У 1928 році «Расінг» став одним із засновників Ла Ліги.
У 1947—1949 роках, в кінці своєї тренерської кар'єри, О'Коннелл повернувся в «Расінг». Таким чином, в цьому клубі він почав і закінчив свою тренерську кар'єру в Іспанії.

### «Реал Ов'єдо»
З 1 вересня 1929 року по 30 травня 1931 року був головним тренером клубу «Реал Ов'єдо», що виступав у Сегунді.

### «Реал Бетіс»
У 1931 році О'Коннелл був запрошений на посаду головного тренера в «Реал Бетіс». У сезоні 1931/32 виграв з клубом Сегунду. Протягом наступних кількох сезонів «Бетіс» грав у вищому дивізіоні, завершуючи чемпіонат у першій половині турнірної таблиці. Найвищого тріумфу у своїй історії клуб добився в сезоні 1934/35, коли «Бетіс» виграв свій перший і єдиний титул чемпіонів Іспанії. Перемога в чемпіонаті була завойована 28 квітня 1935 року, коли «Бетіс» розгромив з рахунком 5:0 «Расінг» з Сантандера, колишню команду О'Коннелла.
Згідно ряду джерел, ввечері напередодні вирішального матчу О'Коннелл зустрівся з гравцями «Расінга» і попросив їх програти в матчі. До того моменту «Расінг» знаходився в нижній частині турнірної таблиці (але поза зоною вильоту) — і програш, як і виграш, не мав для команди вирішального значення, — тоді як «Бетіс» перебував на першому місці, але всього в одному очку від нього був «Мадрид», тому команді О'Коннелла була потрібна перемога. На пропозицію ірландського тренера про програш у матчі один із гравців «Расінга» відповів відмовою. Більш того, він повідомив, що президент «Расінга», Хосе Марія Коссіо, є вболівальником «Мадрида» і вже пообіцяв усім гравцям «Сантандера» 1000 песет за перемогу над «Бетісом». Передбачається, що після цього О'Коннелл відмовився від подальших спроб переконати гравців суперника програти у матчі, оскільки це вимагало б дачі великого хабара. О'Коннелл вже стикався з корупційним скандалом (в Англії в 1915 році) і не хотів знову потрапляти в таку ситуацію. У підсумку «Бетіс» все одно виграв той матч і чемпіонат Іспанії.

### «Барселона»
Успіхи О'Коннелла з «Бетісом» привернули увагу керівництва «Барселони», яке запросило ірландця на пост головного тренера команди після звільнення Франца Платко. У сезоні 1935/36 «Барселона» з такими гравцями у складі, як Хосеп Ескола, Доменек Балманья, Хуан Хосе Ногес і Енріке Фернандес Віола виграла чемпіонат Каталонії і дійшла до фіналу Кубка Іспанії. У фіналі Кубка «Барса» програла «Мадриду» з рахунком 2:1.
У сезоні 1936/37 чемпіонат Іспанії не відбувся у зв'язку з початком громадянської війни. Клуби, розташовані на територіях, контрольованих республіканцями, проте, сформували новий турнір — Середземноморську ліги, в якому «Барселона» взяла участь.
6 серпня 1936 року президент «Барселони» Хосеп Суньйоль був убитий франкістами. З початку громадянської війни відвідуваність матчів клубу різко впала, у клубу зросли борги і з'явилися проблеми з грошима. У самій Барселоні ситуація також була нестабільною через потужну ідеологічну боротьбу різних політичних сил.
У цій непростій ситуації гравці «Барселони» погодилися на скорочення своїх зарплат. О'Коннелл наслідував їх приклад, урізавши своє жалування з 1500 до 1000 песет на місяць. На початку 1937 року мексиканський бізнесмен на ім'я Мануель Мас Серрано запропонував «Барселоні» поїхати в турне по Мексиці і США. Він брав на себе всі витрати, а також пообіцяв заплатити «Барсі» $15 000. «Барселона» погодилася. У тур вирушили 16 футболістів, О'Коннелл, Анхель Мур, Россенд Кальвет (секретар «Барси») і клубний лікар Модест Аморос. У Мексиці «Барселона» зіграла з такими командами, як «Америка», «Атланте», «Некакса» і зі збірною Мексики. У США «Барса» зіграла з «Бруклін Хіспано», «Бруклін Сент-Меріс Селтік», зі збірною всіх зірок «американської футбольної ліги» і зі збірною єврейських зірок. Турне по Мексиці і США тривало 4 місяці.
Завдяки фінансовим коштам, вирученим з цього турне, «Барселона» змогла уникнути банкрутства, однак в Іспанію О'Коннелл повернувся лише з чотирма футболістами з 16 — інші 12 в пошуках політичного притулку залишилися в Мексиці і Франції. У сезоні 1937/38 територія, контрольована республіканцями, сильно зменшилася, тому новий розіграш Середземноморської ліги не відбувся. Однак відбувся розіграш Каталонської ліги, в якій взяли участь тільки клуби з Каталонії. Незважаючи на ослаблений склад, «Барса» виграла і Каталонську лігу, і чемпіонат Каталонії.
Завдяки допомозі, яку О'Коннелл надав команді у важкий період її історії, його називають «рятівником „Барселони“».

### «Севілья»
Вже під час Другої світової війни О'Коннелл повернувся в Іспанію, де знову тренував «Бетіс» з 1940 по 1942 рік, а потім був головним тренером «Севільї» з 1942 по 1945 роки. У сезоні 1942/43 «Севілья» під його керівництвом посіла друге місце в Ла Лізі.

## Пізні роки і смерть
Після завершення тренерської кар'єри в 1949 році Патрік переїхав до свого брата в Лондон. Він жив бідно, і в 1954 році «Бетіс» навіть організував благодійний матч, прибуток від якого передав О'Коннеллу.
В лютому 1959 року Патрік Джозеф О'Коннелл помер від пневмонії. Похований на кладовищі Кенсал-Грін у Лондоні.
Довгі роки на його могилі не було навіть таблички з ім'ям. У 2014 році почалася кампанія по збору коштів для встановлення таблички з ім'ям і пам'ятника на могилі О'Коннелла. У кампанії взяли участь Мартін О'Ніл, Мел Донагі, Франц Беккенбауер, Паоло Мальдіні, Девід Бекхем та інші відомі футболісти і футбольні вболівальники. 26 лютого 2015 року футбольний клуб «Барселона» випустив прес-реліз, в якому заявив про свою участь у кампанії: так, футболку з автографом Андреса Іньєсти виставлять на аукціон, кошти від продажу підуть на відновлення могили і встановлення пам'ятника О'Коннеллу. Крім Іньєсти, кампанію підтримали інші гравці, які виступали за «Барселону»: Йохан Кройф, Патрік Клюйверт, Самюель Ето'о, Рональд Куман, Франк Райкард, Гарі Лінекер.

## Досягнення

### Як гравця
Збірна Ірландії
- Чемпіон домашнього чемпіонату Великої Британії: 1914

### Як тренера
Расінг Сантандер
- Переможець чемпіонату Кантабрії (5): 1923/24, 1924/25, 1925/26, 1926/27, 1928/29

 Реал Бетіс
- Чемпіон Іспанії: 1934/35
- Переможець Сегунди: 1931/32

 Барселона
- Переможець Середземноморської ліги: 1937
- Переможець чемпіонату Каталонії (2): 1935/36, 1937/38
- Фіналіст Кубка Іспанії: 1936

 Севілья
- Друге місце в Ла Лізі: 1942/43